# 峰竜太
峰 竜太（みね りゅうた、1952年〈昭和27年〉3月1日 - ）は、日本の俳優、タレント、司会者。長野県観光大使。本名：下嶋 清志（しもじま きよし）。オフィスさかや所属。

## 来歴
長野県下伊那郡下條村出身。男4兄弟の末っ子。実家は酒店を営んでいる。2月29日生まれだが、4年に1度しか「誕生日」が来ないのはかわいそうと両親が1日ずらした日付で出生届を提出したため、戸籍上は「3月1日生まれ」となっている。夫の母が下條にルーツを持つ上沼恵美子によると下嶋家は大地主であるという。
長野県阿南高等学校卒業後、モデル事務所に所属。『おはよう!こどもショー』の「お兄さん」として出演する。1973年に劇団青年座に入団。共演した縁で海老名美どりと1975年に結婚。1976年から石原プロモーションに所属し、石原プロが制作する『大都会』『西部警察』などのテレビドラマに出演した。
活動当初は二枚目路線であったが、『西部警察』で伊達メガネをかけて演じたひょうきん者の刑事・平尾一兵役でお茶の間に顔と名前が浸透したことも手伝い、石原プロ関連のイベントや特別番組の際には盛り上げ役として活躍した。
その明るいキャラクターからバラエティ番組に活動の場が広がり、石原プロ所属俳優では異色のソフト路線タレント、司会者として、多くの番組で重宝される存在となる。バブル崩壊後は制作活動の規模縮小により、看板俳優だった舘ひろしや神田正輝らを抑え、石原プロの稼ぎ頭となっていた。
2000年、24年に渡って所属した石原プロから独立し、実家のスーパーマーケットの名前にちなんだ「オフィスさかや」を設立。仕事が少なかった若手時代、海老名家の計らいで石原プロに所属し、『大都会』や『西部警察』に出演できた経緯があったが、その後はバラエティに進出し、往年の勢いが衰えた石原プロの屋台骨を支えた時期もあり、十分恩返しができたと判断し独立に踏み切ったとされる。
独立以後も数々の司会業をこなし、日本テレビ系『ザ!情報ツウ』では平日の「朝の顔」として定着した。2001年元旦には中国・北京のインファンエン体育センターから衛星完全実況生中継で放送した『Domino2001 〜ギネスに挑戦!〜』でプレゼンターを担当。当時のドミノ倒し世界記録の目撃者となった。月曜日から金曜日までは『ザ!情報ツウ』（2006年3月31日終了）、土曜日は『ドラゴンズHOTスタジオ』『スーパーサタデー』、日曜日は『アッコにおまかせ!』と、全曜日に生放送のレギュラーを持っていた時期がある。
2023年3月、生まれ故郷である長野県で紺綬褒章を受賞した。

## 人物
- 身長173cm。
- 血液型はO型。
- 竜雷太と芸名が似ているため、周囲や一般ファンから呼び名を間違われることも多い。芸名の由来は、「峰」は赤石連峰、「竜」は天竜川、「太」は太平洋からで、故郷の地形を込め、広い世界へ羽ばたいていくという願いを表現したものである。
- カイコのサナギの佃煮が好物である。子供の頃にしばしば、ご飯に乗せて納豆のように食べていたという。蕎麦も大好物で、『ゆうがたGet!』等の取材先などで蕎麦屋を見つけては食べ歩き、こだわりも深い。そのため、レギュラー出演する『出没!アド街ック天国』（テレビ東京）では、冒頭の「今回のテーマ地といえばこれ」をフリップに書いて発表する際、テーマ地にある蕎麦屋の名前を書いてその店の蕎麦の蘊蓄を語るほどである。
- 年に1回の夏休み中、イタリア（ミラノ、フィレンツェ、ナポリ）へ4泊5日程度の旅行に行く。これは洋服購入が目的の旅行であり、観光は一切しない。2012年にイタリアへ旅行した際は、空港でスーツケースを開けられ、峰のカバンの中身が盗まれるという事件があった。他の旅行客のスーツケースも皆開けられており、後に容疑者約100人が逮捕されたという。
- 2007年2月25日、『アッコにおまかせ!』の取材により、かねてから注目されていた神楽坂の総額5億円の豪邸の内部が公開された（全国ネットの番組では「初公開」とあったが、放送2週間前にテレビ信州の夕方ワイド番組『ゆうがたGet!』では公開されていた）。邸宅にはエレベーター、幅15メートルの室内プール、ジャグジー、1,000万円のペルシア絨毯、各部屋に数台の薄型テレビ、5台の高級車などがあり、屋上一面が芝生であるなど、まさに豪邸と呼ぶに値する邸宅であった。峰はこの邸宅で週に2回、「ジャケットを綺麗に着る」ために個人トレーナーとトレーニングをしている。2016年、邸宅は株式会社ポケモンの位置情報ゲームアプリ『Pokémon GO』のスポットに設定された[4]。

### 中日ドラゴンズファン
プロ野球では熱烈な中日ドラゴンズのファンである。ただし峰の家族は全員、読売ジャイアンツ（巨人）ファンである。
かつて出演していた『ザ!情報ツウ』の「ドラゴン・ツウ!」コーナーも担当し、スポーツ新聞に掲載された中日の記事を紹介していた。スポーツでは巨人の話題を全面的に扱うことが大きい日本テレビにおいて、峰のようにスポーツ番組以外で中日を番組内で扱うことは異例で、『中日スポーツ』芸能面でコーナーの模様を紹介する記事が掲載されたことがある。
東海テレビのスポーツ番組には断続的に起用され続けており、単独番組時代の『ドラゴンズHOTスタジオ』で司会を務めた後、同番組を1コーナーに擁してスタートした『スーパーサタデー』で再度司会に起用された。現在は『ドラHOTプラス』で司会を務めている。この関係で、セ・リーグ開幕試合をはじめとした年に数回、東海テレビのドラゴンズ戦ローカル中継にゲスト出演する。また、落合博満とは過去に番組の企画などで自宅に訪問したエピソードが残っているなど、現役時代から交流がある。そのため、在名局のドラゴンズ応援番組では唯一、落合が監督を務めていた8年間、年1回（春季キャンプ開幕直後）の峰と落合の独占インタビュー（春季キャンプインタビューの際には、峰が落合に何かしらの差し入れを持っていく）が『ドラHOT』で放送されたり、落合が『ドラHOT』に出演したりした。
番組取材を兼ねて、沖縄県中頭郡北谷町で行われる春季キャンプの訪問を毎年続けていたほか、キャンプインしてはじめての週末はキャンプ地の北谷球場の内野スタンドに設置された特設ブースから『スーパーサタデー』に内包される『ドラHOT』の生放送を行っていた。
現在、中日ドラゴンズ球団外広報という肩書きも持っている。中日ファンの加藤晴彦は、峰が球団外広報に就任したことを聞いて自ら球団に出向いてアピールし、峰・板東英二（中日OB）に次ぐ3人目の球団外広報に就任したというエピソードがある。
2007年11月1日の中日ドラゴンズ日本一決定後のビールかけでは、東海テレビが誂えた白のタキシードを着て参加し、監督や選手と共に日本一を祝った。2004年のリーグ優勝時にノーマルの黒のタキシードを着ていったが、その年のシーズンオフに落合からダメ出しされたため、以降、祝勝会には色付きのタキシードを着ていくようになったという。
2010年より「中日ドラゴンズ公式ファンクラブ」の名誉会員となった。

## 著名な親族
妻は海老名美どり、長男はローカルタレントの下嶋兄。
妻の父(義父)は初代林家三平、妻の母(義母)は海老名香葉子。
妻の弟(義弟)は9代目林家正蔵と2代目林家三平、妻の妹(義妹)は泰葉。
義甥に林家たま平（正蔵の長男）、林家ぽん平（正蔵の次男）。
下條村長を通算6期務めた伊藤喜平、関西テレビ放送のプロデューサーであった上沼真平（峰の親戚の中に上沼の母親）がいる。

## 主な出演作品

### 情報・バラエティ番組
情報ジャンル
| 期間          | 期間          | 番組名                                                          | 役職                   |
| ------------- | ------------- | --------------------------------------------------------------- | ---------------------- |
| 1992年3月30日 | 1993年4月2日  | 峰クン・しげるのごくらく生テレビ→ごくらく生テレビ（日本テレビ） | 司会                   |
| 1993年4月     | 1995年3月     | これは知ってナイト（朝日放送）                                  | 司会進行役             |
| 1993年10月    | 現在          | アッコにおまかせ!（TBS）                                        | 総合司会               |
| 1996年9月30日 | 2002年3月29日 | 峰竜太のホンの昼メシ前（日本テレビ）                            | 司会                   |
| 1996年10月    | 1997年3月     | 峰竜太の金曜まがじん5時ら（テレビ朝日）                         | 司会                   |
| 1999年4月     | 現在          | 情報ワイド ゆうがたGet!→ゆうがたGet!（テレビ信州）              | 月1回木曜日→不定期出演 |
| 2002年4月1日  | 2006年3月31日 | ザ!情報ツウ（日本テレビ）                                       | 司会                   |
| 2004年4月3日  | 2010年9月25日 | スーパーサタデー（東海テレビ）                                  | 司会                   |
| 2011年4月2日  | 2013年3月23日 | pluspo（東海テレビ）                                            | 司会                   |
| 2016年12月    | 2022年3月     | バイキング→バイキングMORE（フジテレビ）                         | 準レギュラー出演       |

バラエティジャンル
- クイズ世界はSHOW by ショーバイ!!（日本テレビ） - 準レギュラー
- ドラゴンズHOTスタジオ（1988年10月 - 1992年3月、1996年4月 - 2004年3月、東海テレビ）
- 笑っていいとも!（1990年 - 1992年、フジテレビ）
- クイズ!その時どうした!!（1991年4月 - 1991年9月、テレビ朝日）
- 天才・たけしの元気が出るテレビ!!（1992年3月 - 1995年9月、日本テレビ）
- どんとこい民謡（1994年1月 - 2003年3月、NHK総合）
- 出没!アド街ック天国（1995年4月 - 、テレビ東京）[6]
- 筋肉番付（1995年10月 - 2002年5月、TBS）[6]
- ロバの耳そうじ（1995年10月 - 1996年3月、日本テレビ）
- しもじま（1999年4月 - 2000年6月、テレビ東京） - 司会と番組プロデューサーを兼任
- 週刊ストーリーランド（1999年10月 - 2001年9月、日本テレビ）
- ペット大集合!ポチたま（2000年10月 - 2010年3月、テレビ東京）[6]
- 全員正解あたりまえ!クイズ（2005年10月 - 2006年2月、TBS）
- 峰竜太のナッ得!ニッポン（2007年4月 - 2010年3月、BS朝日）
- オジサンズ11（2007年10月 - 2008年9月、日本テレビ） - 準レギュラー
- 所さんの目がテン!（2010年5月1日・5月8日、日本テレビ） - 所ジョージ病欠時の代理司会
- ドラHOTプラス（2013年3月30日 - 、東海テレビ）
- 追跡!愛知県警事件ファイル（2016年9月 - 2017年3月、東海テレビ）

### テレビドラマ
- 水曜ドラマシリーズ 銀座わが町（1973年、NHK総合） ※後に結婚した海老名美どりと共演。
- 太陽にほえろ!（日本テレビ・東宝）
  - 第58話「夜明けの青春」（1973年） - 木村みのる
  - 第235話「刑事の娘が嫁ぐとき」（1977年） - 桜木巡査
  - 第303話「お人好し」（1978年） - 花岡伸治
  - 第370話「恐怖の食卓」（1979年） - 田代恭一
  - 第412話「似顔絵」（1980年） - 寺岡芳和
  - 第444話「ドック刑事のシアワセな日」（1981年） - 志賀浩一
  - 第665話「殉職刑事たちよ、やすらかに」（1985年） - 西森敦史
- 大河ドラマ（NHK総合）
  - 元禄太平記（1975年） - 弥之
  - 平清盛（2012年） - 伊東祐親
  - べらぼう〜蔦重栄華乃夢噺〜（2025年） - 熊野屋[7]
- 銀河テレビ小説（NHK総合）
  - 夏の故郷（1976年） - 宮下一郎
  - 上野駅周辺（1978年） - 曽根高夫
- たぬき先生騒動記（1976年、フジテレビ）
- 新・座頭市 第8話「雨の女郎花」（1976年、フジテレビ・勝プロ） - 仲沢金吾
- 破れ傘刀舟悪人狩り 第112話「若きいのちの叫び」（1976年、NET・三船プロ） - 新吉
- 伝七捕物帳 第144話「男一匹度胸が御座る」（1977年、日本テレビ）- 三太
- 大都会シリーズ（日本テレビ・石原プロ） - 上条巌（サル）刑事
  - 大都会 PARTII（1977年 - 1978年）
  - 大都会 PARTIII（1978年 - 1979年）
- 江戸の渦潮 第10話「五年目の対決」（1978年、フジテレビ・東宝）
- 江戸の激斗 第12話「通り雨」（1979年、フジテレビ・東宝） - 奥村十三郎
- 土曜グランド劇場（日本テレビ）
  - ちょっとマイウェイ（1979年） - 前橋一男（ケツニ）
  - 熱中時代 先生編 第2シリーズ（1980年） - 桜井音松巡査
  - 気分は名探偵 第15話「お見合いなんて イヤ!!」（1985年、ユニオン映画） - 黒原一郎
- 探偵物語 第26話「野良犬の勲章」（1980年、日本テレビ・東映芸能ビデオ） - 宮坂四郎
- なさけ坂旅館（1980年、朝日放送） - 伊達哲
- 同心部屋御用帳 新・江戸の旋風 第26話「猫が小判を持って来た」（1980年、フジテレビ・東宝） - 清吉
- 銭形平次 第738話「晴れ姿神田祭り」（1980年、フジテレビ・東映） - 新吉
- 旅がらす事件帖 第14話「子の舞 獅子舞 剣の舞」（1981年、関西テレビ・国際放映） - 三之助
- 西部警察シリーズ（テレビ朝日・石原プロ） - 平尾一兵 刑事（イッペイ）
  - 西部警察 第75話「平尾一兵、危機一髪」 - 第126話「また逢う日まで」（1981年 - 1982年）
  - 西部警察 PART-II（1982年 - 1983年）
  - 西部警察 PART-III（1983年 - 1984年）
- ただいま絶好調!（1985年、ANB・石原プロ） - 松本昭
- 年末時代劇スペシャル 忠臣蔵（1985年、日本テレビ） - 大高源五
- 私鉄沿線97分署 第56話「汚れたサンタはいらないよ」（1985年、テレビ朝日） - 草野春夫
- 熱中時代スペシャル 第1作「帰って来た北野広大」（1987年、日本テレビ）
- アナウンサーぷっつん物語（1987年、フジテレビ）
- 恋はハイホー!（1987年、日本テレビ）
- 木曜劇場 家と女房と男の名誉（1988年、フジテレビ）
- 朝の連続ドラマ 吉野物語（1988年10月 - 1989年3月、よみうりテレビ）
- 火曜サスペンス劇場（日本テレビ）
  - 六月の花嫁シリーズ 第4作「ヴァージンロード」（1989年6月27日）
  - 香子の夢 コンパニオン殺人事件（1989年12月、国際放映） - 西原健三
- さよなら李香蘭（1989年、フジテレビ）
- 野望の国（1989年、日本テレビ） - 山城屋和助
- 鬼平犯科帳 第2シリーズ 第1話「おみね徳次郎」（1990年、フジテレビ・松竹） - 徳次郎
- 花王ファミリースペシャル 裸の大将放浪記 第50話「清のテルテル坊主〜石和編」（1991年、関西テレビ・東阪企画）
- 月曜ドラマスペシャル→月曜ゴールデン（TBS）
  - 天に代わりて嫁を討つ（1993年） - 桂秀麿　※モデルは桂菊丸
  - 天に代わりて嫁を討つ2（1994年） - 桂秀麿
  - 病理医・薮野善次郎の鑑定ファイル 第1作 - 第10作（1996年 - 2003年）
  - 和田アキ子殺人事件（2007年）
- 積木くずし崩壊、そして…（1994年、テレビ東京）
- おかみ三代女の戦い（1995年、TBS）
- 水曜ドラマ ストレートニュース（2000年、日本テレビ）
- カネボウスペシャル21 介護家族 -花、咲きまっか-（2003年、日本テレビ）
- 水曜ミステリー9 食い道楽!出張料理人 亀崎源一（2006年、テレビ東京） - 吉岡林蔵
- 火曜ドラマゴールド 警視庁鑑識課＜第9班＞ミッドナイトブルー（2006年11月、日本テレビ） - 鈴木敬一郎（鑑識班係長）
- 日曜劇場（TBS）
  - パパとムスメの7日間（2007年）
  - 新参者（2010年） - 編集長
  - ルーズヴェルト・ゲーム（2014年） - 磯部支店長
- 火曜ドラマ オー!マイ・ガール!!（2008年、日本テレビ）
- フライデードラマNEO 怪盗ロワイヤル 第1話（2011年、TBS） - 氏神吾朗
- 木曜ドラマ9 最高の人生の終り方〜エンディングプランナー〜 第2話（2012年、TBS） - 佐藤啓二
- 金曜ドラマ（TBS）
  - TAKE FIVE〜俺たちは愛を盗めるか〜（2013年） - 後藤
  - あなたには帰る家がある（2018年） - 平尾
- 金曜プレステージ 浅見光彦シリーズ 第49作「不等辺三角形」（2014年、フジテレビ） - 野崎警部
- 月曜ミステリーシアター ペテロの葬列（2014年、TBS） - 田中雄一郎
- バントマン 第6話（2024年11月17日、東海テレビ・フジテレビ系） - 本人 役（特別出演）[8]

### その他のテレビ番組
- 野球道 - 東海テレビ製作のローカル中継に、開幕戦を含めてゲストとして登場。都合によって登場しない場合もあり。
- 日経スペシャル 未来世紀ジパング〜沸騰現場の経済学〜（テレビ東京）
- 池上彰の選挙ライブ（テレビ東京）
- 池上彰のJAPANプロジェクト（テレビ東京）
- 池上彰の戦争を考えるSP（テレビ東京）

### ラジオ
- 峰竜太のナンデモアルキメデス（1991年10月 - 1992年3月、1992年10月 - 1993年3月、ニッポン放送）
- 峰竜太・梨元勝の突撃!追跡!ウワ!サタデー（1993年4月 - 1994年3月、ニッポン放送）
- 峰竜太のミネスタ（2012年10月 - 2016年9月、ラジオ日本）
- 峰竜太とみんなの信州（2017年10月 - 、文化放送・信越放送・東海ラジオ）

### 映画
- 花街の母（1979年）
- 薔薇の標的（1980年）
- 愛・旅立ち（1985年）- 野村 役
- カリブ・愛のシンフォニー（1985年、東宝）- 松永治

### CM
- 新グロモントゴールド（中外製薬）
- 黄金の味（エバラ食品工業）
- ジョイ（P&G）
- ナンバーズ[9]
- グラスピット（ラジオCM）
- 中日ドラゴンズ公式ファンクラブ（2012年度会員募集告知CM、東海ラジオ限定）
- サントリーTVショッピング
- 長野県「特殊詐欺被害防止啓発」（2016年、長野県限定）[10]
- JR東日本長野支社「信州デスティネーションキャンペーン・山の信州いらっしゃい」（2017年）[11][12]

## 演じた俳優
- 宅麻伸 - ことしの牡丹はよいぼたん（1983年、フジテレビ）